# Proteuxoa loxosema
Proteuxoa loxosema är en fjärilsart som beskrevs av Turner 1908. Proteuxoa loxosema ingår i släktet Proteuxoa och familjen nattflyn. Inga underarter finns listade i Catalogue of Life.

## Bildgalleri

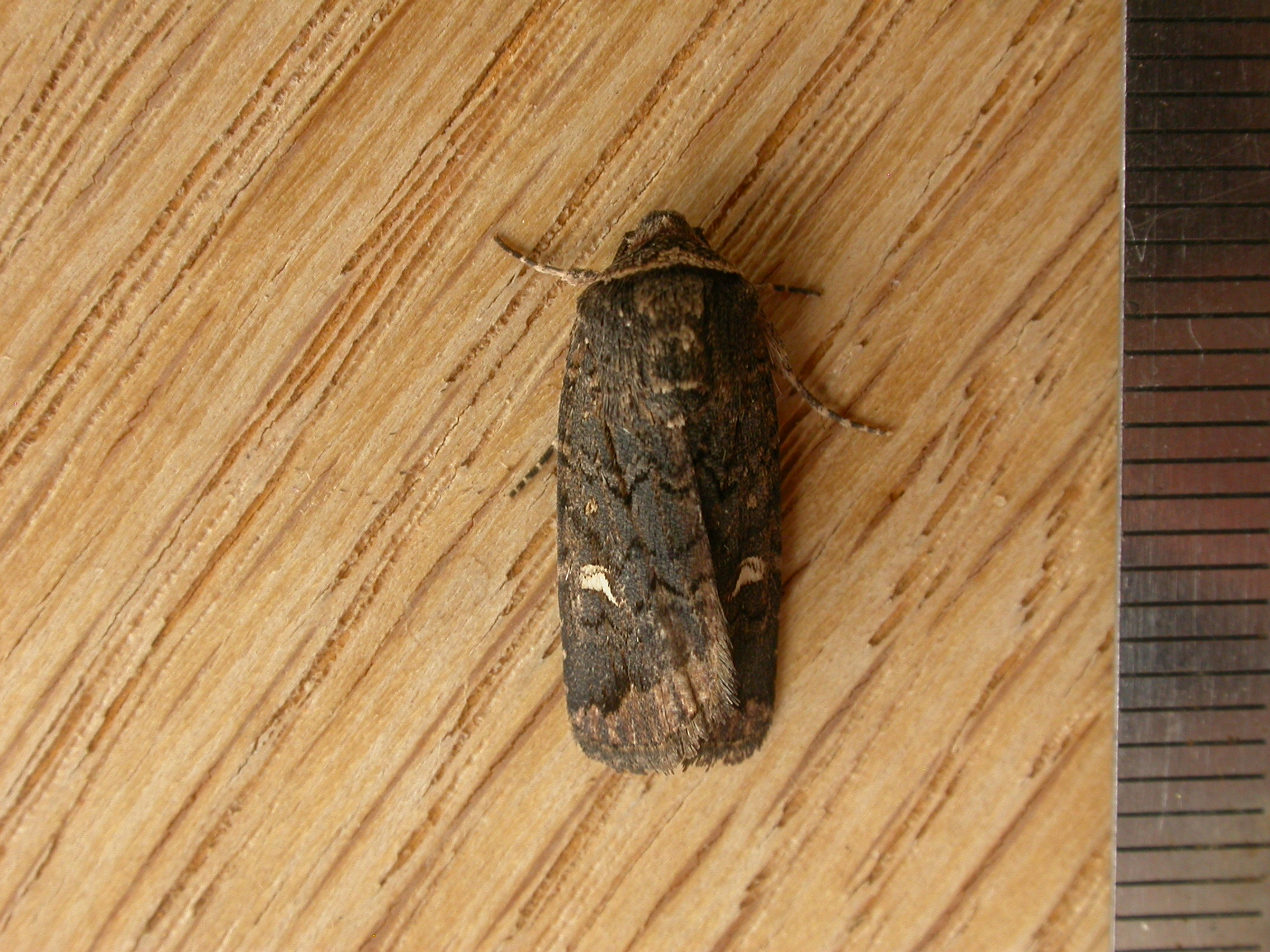